# Jekyll (serie de televisión)
Jekyll es un drama televisivo británico producido por Hartswood Films y Stagescreen Productions para BBC One. Steven Moffat escribió el guion de los seis episodios y Douglas Mackinnon y Matt Lipsey dirigieron tres capítulos cada uno.
Los creadores de la serie la describen como una secuela de la novela El extraño caso del Dr. Jekyll y Mr. Hyde, más que como una adaptación de la misma, y la historia de Robert Louis Stevenson se utiliza dentro de la serie como una historia secundaria. Su protagonista es James Nesbitt como Tom Jackman, un descendiente del Dr. Jekyll, quien recientemente ha empezado a transformarse en una versión de Mr. Hyde (también personificado por Nesbitt). Jackman recibe la ayuda de la psicóloga Katherine Reimer, interpretada por Michelle Ryan. Gina Bellman personifica a Claire, la esposa de Tom.
La filmación se llevó a cabo en varias localidades del sur de Inglaterra a finales de 2006. La serie se emitió por primera vez en la BBC One en junio y julio de 2007, con críticas mayormente positivas. También se ha lanzado la versión en DVD, en la cual se incluyeron las escenas eliminadas y otros extras, pero la última episodio fue inglés.

## Argumento
El doctor Tom Jackman es un padre de familia con dos hijos. Una psicóloga llamada Katherine Reimer acepta el trabajo de cuidarlo. Abandonado por su madre de niño, Jackman se había separado de su esposa, Claire. En el primer episodio, Jackman se amarra a sí mismo a una silla y Reimer lo observa mientras el doctor sufre una transformación física total. Aunque Hyde y Jackman son casi idénticos físicamente, un elemento recurrente de la serie es la forma en que los otros los perciben como seres diferentes, a tal punto de preguntarle a uno a dónde se ha ido el otro. 
Reimer observa que el alter ego de Jackman demuestra rabia, sentidos intensificados, una fortaleza y velocidad superiores y modales más juguetones y seductores, y le asegura al ser que conservaría sus secretos de la misma manera que conserva los de Jackman, pero le pide que le garantice que no la lastimaría. Después de descubrir el libro El extraño caso del Dr. Jekyll y Mr. Hyde, Hyde toma el nombre del personaje y los dos aceptan respetar la autonomía del otro.
En un viaje para visitar a su familia, la cual no sabe nada acerca de Hyde, Jackman se transforma. Para su familia, se convierte en el "tío Billy", un primo perdido del protagonista. Para castigar a Hyde por haber invadido "su" territorio, Jackman lo ata a una silla, pero Hyde escapa y aterroriza a Reimer, acusándola de haberle mentido. Así comienza la escala de conflictos entre Jackman y Hyde y ambos se dejan notas mutuamente antes de transformarse.
Miranda Callendar, una detective contratada por Claire, descubre la identidad de Hyde y le informa a Jackman que Jekyll y Hyde no era puramente ficción, sino una versión ficcionalizada de eventos reales. Había habido un Doctor Jekyll que vivía en Londres. Cuando ve una foto de Jekyll, Jackman se da cuenta de que es exactamente igual a él. Asume que es un descendiente de Jekyll, pero Callendar le informa que Jekyll había fallecido sin haber tenido hijos. 
Se revela que Peter Syme, un amigo de Jackman, su jefe en la firma biotecnológica Klein & Utterson y un estadounidense llamado Benjamin pertenecen a un grupo que había estado persiguiendo a Jackman/Hyde. Este conoce a una mujer que dice ser su madre y que había estado trabajando con Reimer, pero no averigua nada más de ella antes de que se fuera. Jackman decide ir a la casa de Syme para enterarse de la verdad. Syme trata de drogarlo, y le informa que Benjamin y otros empleados de Klein y Utterson están yendo hacia allí. Sintiendo que Hyde está comenzando a tomar su lugar, Jackman se encierra a sí mismo y a Syme en el sótano de la casa, sin darse cuenta de que Claire había estado en la casa y también está escondida en el sótano. Después de juguetear con Syme y Claire, Hyde se enfrenta a los hombres de Klein & Utterson. Es capturado, pero antes asesina a Benjamin. Claire sostiene que necesitan encontrar una cura para su problema, por lo que Syme le informa que la tienen y Claire observa, atada y amordazada, a su esposo cuando lo encierran en un ataúd de metal. 
Reimer y Callendar confrontan a Syme, exclamando que saben la verdad acerca de Jackman. Callendar dice que Klein & Utterson tiene acceso a la tecnología de clonación y que Jackman es el clon de Jekyll. Syme lo niega y ordena que se las lleven. Le revela a Claire que la "cura" por la que está pasando su esposo no purgaría a Hyde, sino a Jackman. Klein & Utterson quiere examinar a Hyde para sintetizar la poción que convertiría al Jekyll original en Hyde. Cuando abren el ataúd de metal, ven que Hyde está ocupándola. En un recuerdo impulsado por la memoria genética, Hyde ve un encuentro entre Jekyll y Robert Louis Stevenson. Stevenson revela que sabe que "no hay ninguna poción"; Jekyll había mentido para colocar una trampa para cualquiera que quisiera crear otro Hyde. Jackman también descubre que en la casa de Jekyll había un ama de llaves de la cual estaba enamorado y que era idéntica a Claire. Dado que el amor por esa mujer había liberado a Hyde, Klein & Utterson había clonado al ama de llaves para provocar un cambio similar en Jackman. 
Enfurecidos por otros intentos por dañar a su familia, Jackman y Hyde escapan de Klein & Utterson. La empresa toma prisionera a Claire y atrapan a los hijos de Jackman. Hyde se manifiesta, exhibiendo habilidades sobrenaturales más impresionantes (incluyendo una habilidad limitada para controlar la electricidad) y se abre paso entre los empleados de la compañía. Finalmente Hyde parece sacrificarse para salvar a la familia de Jackman, habiendo llegado a la conclusión de que Hyde representa el amor desenfrenado.
Un tiempo después, Jackman, aparentemente libre de Hyde, se ha separado nuevamente de su familia para garantizar su seguridad. Con la ayuda de Callendar consigue rastrear a su madre; la enfrenta y le pregunta sobre sus orígenes, suponiendo que debe descender de Jekyll. Ella le dice que ella misma no es descendiente de Jekyll, sino de Edward Hyde, cuyo apetito sexual descontrolado había producido muchos hijos. La escena final de la serie muestra a la madre de Jackman transformándose en su propia "Mrs. Hyde", la de la Sra. Utterson.

## Producción

### Desarrollo
Jeffrey Tayor de Stagescreen Productions tuvo la idea de una versión moderna de El extraño caso del Dr. Jekyll y Mr. Hyde a mediados de la década de 1990. Intentó tres veces que aceptasen producirla en los Estados Unidos, pero fracasó por diversas razones. Regresó a Inglaterra y se asoció con Hartswood Films cuando Elaine Cameron estaba en la búsqueda de ideas para una serie de suspense sobrenatural. Cameron, luego, se acercó a Steven Moffat para que se encargase del guion, y en noviembre de 2005 Jane Tranter y John Yorke de la BBC comisionaron una serie de seis episodios.
BBC America aceptó formar una coproducción en marzo de 2006. Los productores se juntaban de manera regular con Moffat para lanzar ideas. El asistente de Cameron tomaba notas de las conversaciones, y al finalizar las reuniones el grupo las leía y volvía a comenzar el proceso. Los productores le pedían a Moffat que "escribiese cualquier cosa" con la intención de editar después el material. Sin embargo, se negaron a recortar el resultado cuando lo vieron impreso. El primer episodio comienza cuando Jackman ya conoce su alter ego. Nesbitt ha dicho que fue como si ya se hubiese emitido un "piloto" de la serie anteriormente.
Moffat describe explícitamente la serie como una secuela, más que como una adaptación, estableciendo que el Jekyll de la historia original había existido verdaderamente, y que Jackman es "su descendiente actual que lucha contra los mismos problemas". Ya que Jekyll y Hyde es una frase muy reconocida, Moffat se tomó un tiempo considerable para decidir cómo debía llamar a la serie. Eligió el nombre Jekyll porque la palabra "lleva consigo el nombre Hyde". En el episodio final, la palabra "Jekyll" fue reemplazada por "Hyde". La productora Elaine Cameron dijo que el título de una sola palabra le otorga a la serie "un aire muy moderno". Moffat inicialmente llamó Jekyll al personaje en vez de Jackman, pero consideró que sería confuso tener que explicar que el libro no existía en este universo alternativo. Por lo tanto, eligió una versión en la que el libro existe, pero cambió el nombre a Jackman para que el personaje no pareciera estúpido por no darse cuenta de lo que estaba ocurriendo cuando se convertía en Hyde.
La escena entre Tom y Katherine fue expandida ligeramente en el sexto episodio para mantener activa su relación y así facilitar una segunda parte de la serie. Sin embargo, no se produjeron más episodios y en el sitio web oficial de la BBC dice que "el drama ya ha finalizado". En una entrevista de agosto de 2007 con el periódico New Jersey Ledger, Moffat le dijo a Alan Sepinwall que había escrito una secuela para la miniserie "en la cual la BBC podría estar interesada".

### Audiciones

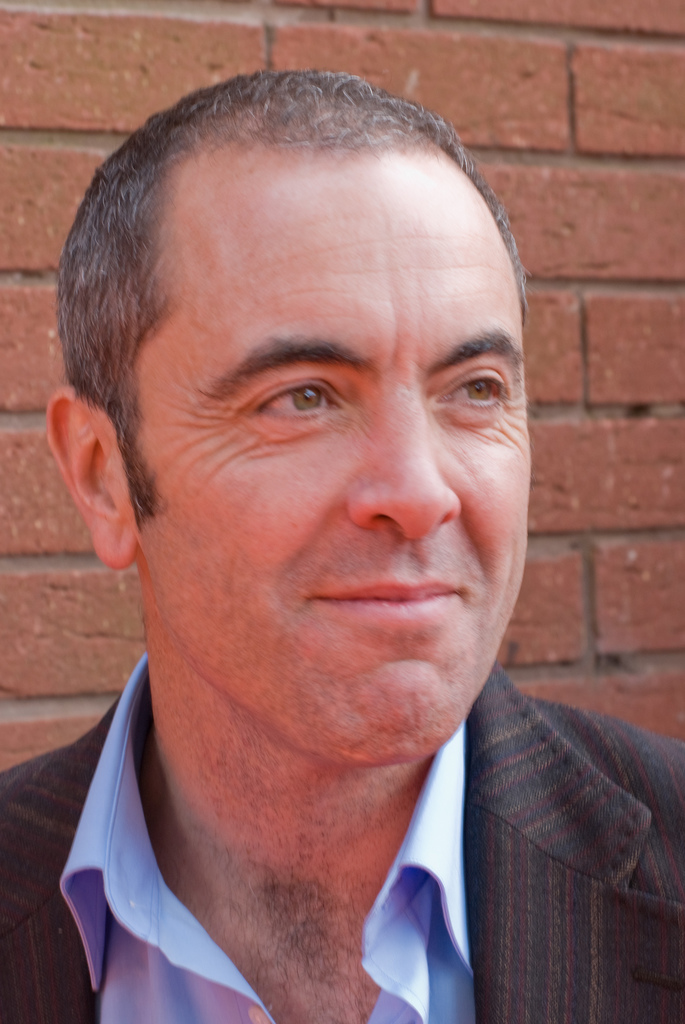
James Nesbitt es el protagonista de la serie.

James Nesbitt y su agente asistieron a una reunión con Jane Tranter a finales de 2005 con el objetivo de hacer arreglos para la serie de 2006 Murphy's Law. Al final del encuentro, Tranter le ofreció el libreto de Jekyll y le sugirió que podría gustarle el papel. Nesbitt tomó el papel como una forma de distanciarse de su trabajo anterior. Fue anunciado como el actor que representaría a Tom Jackman y a Hyde el 12 de diciembre de 2005, pero el comienzo de la filmación no se programó hasta septiembre de 2006. El guionista Steven Moffat ha dicho que el papel doble requería de un actor muy talentoso. También necesitaban un actor reconocido, tratándose de un programa de producción tan costosa. El equipo de producción decidió que los dos personajes de Nesbitt se diferenciarían principalmente en un cambio en la actuación en lugar de un gran trabajo de maquillaje, porque querían que Hyde fuese capaz de caminar entre la gente sin llamar la atención.
En agosto de 2006, en el periódico The Sun, se reveló que Michelle Ryan, conocida por su papel en EastEnders, interpretaría a "la atractiva asistente de Jekyll" (Katherine Reimer). Ryan creía que era demasiado joven para el papel, dado que ese aspecto ya había sido establecido para el personaje. Para prepararse, consultó al Royal College of Psychiatry. El mismo reporte nombró al actor Denis Lawson de Holby City como parte del elenco. Lawson consultó a su hijo, graduado universitario, para obtener información acerca del empleo de Syme. Ryan tiñó su cabello a pelirrojo para el papel, para así diferenciarse de la esposa de Tom Jackman.

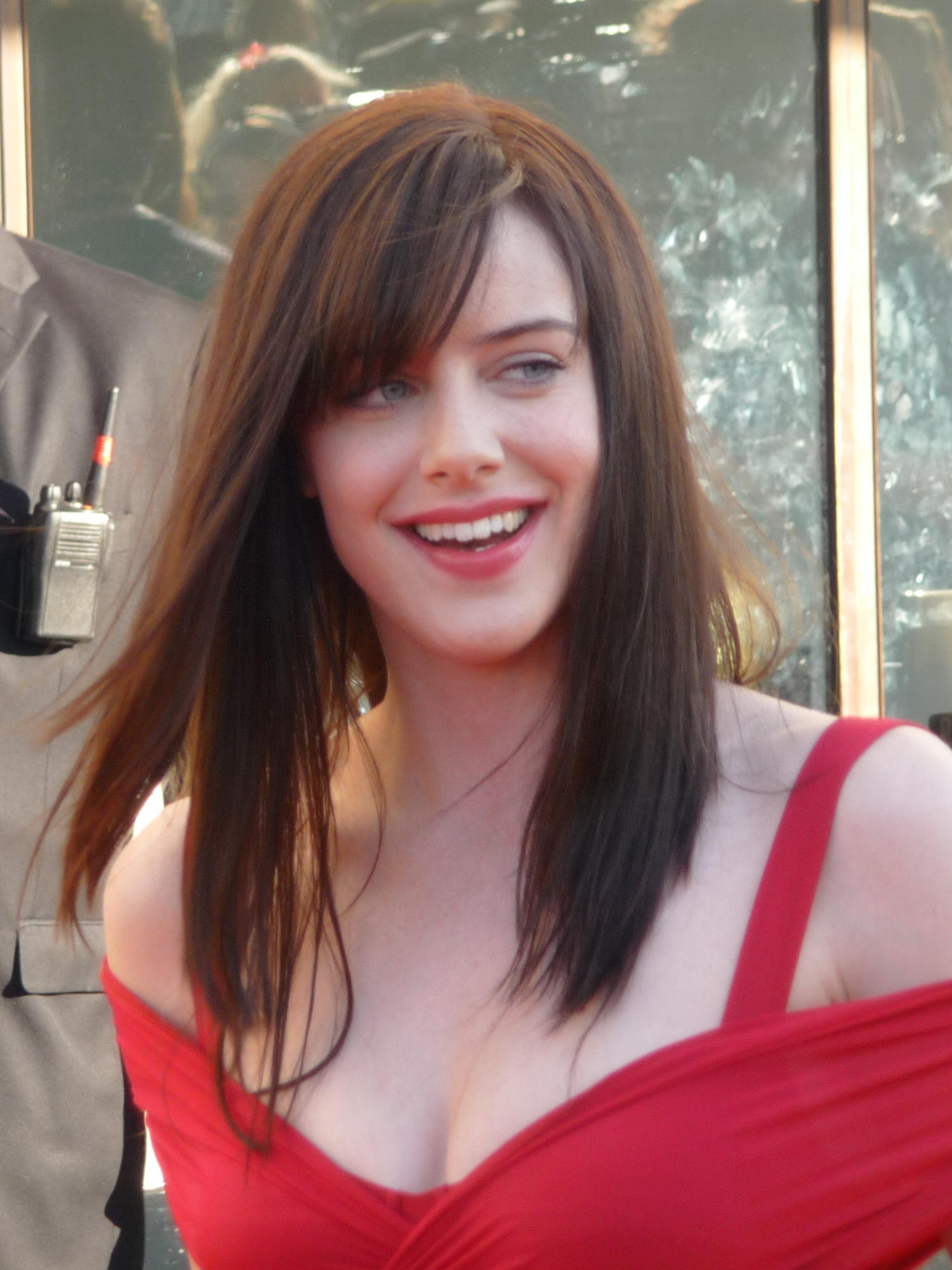
Michelle Ryan interpretó a la psicóloga Katherine Reimer.

Gina Bellman fue seleccionada para el papel de Claire Jackman. Sin embargo, el guionista Moffat inicialmente dudó que fuese adecuada para el rol debido a que asociaba demasiado a Bellman con "Jane", el personaje que había interpretado en la comedia de situación Coupling. Moffat no se imaginaba que Claire fuese tan "hermosa" como Bellman, pero su audición fue tan buena que tuvo que revisar su visión del personaje. Bellman originalmente audicionó para el papel de Katherine, pero los productores querían a alguien más joven para el papel. No obstante, Bellman dijo que se convenció a sí misma de que no debía tomar ese papel, ya que sostuvo que debería haber una diferencia considerable de edad entre Katherine y Claire para evitar que la primera fuese una amenaza para la esposa. Bellman enfocó su papel como si Claire se viese atrapada en la crisis de edad de Tom, un ángulo que impresionó a los productores.
Meera Syal aceptó su papel porque Miranda no era una típica detective privada y pensó que su humor era "fresco". Durante la segunda etapa de filmación, Mark Gatiss se unió al elenco por un breve período de tiempo, interpretando el papel pequeño pero importante de Robert Louis Stevenson en las escenas de los recuerdos del quinto episodio.
Otros papeles importantes fueron el de Paterson Joseph como Benjamin Maddox y Linda Marlowe como la Sra. Utterson.

### Realización

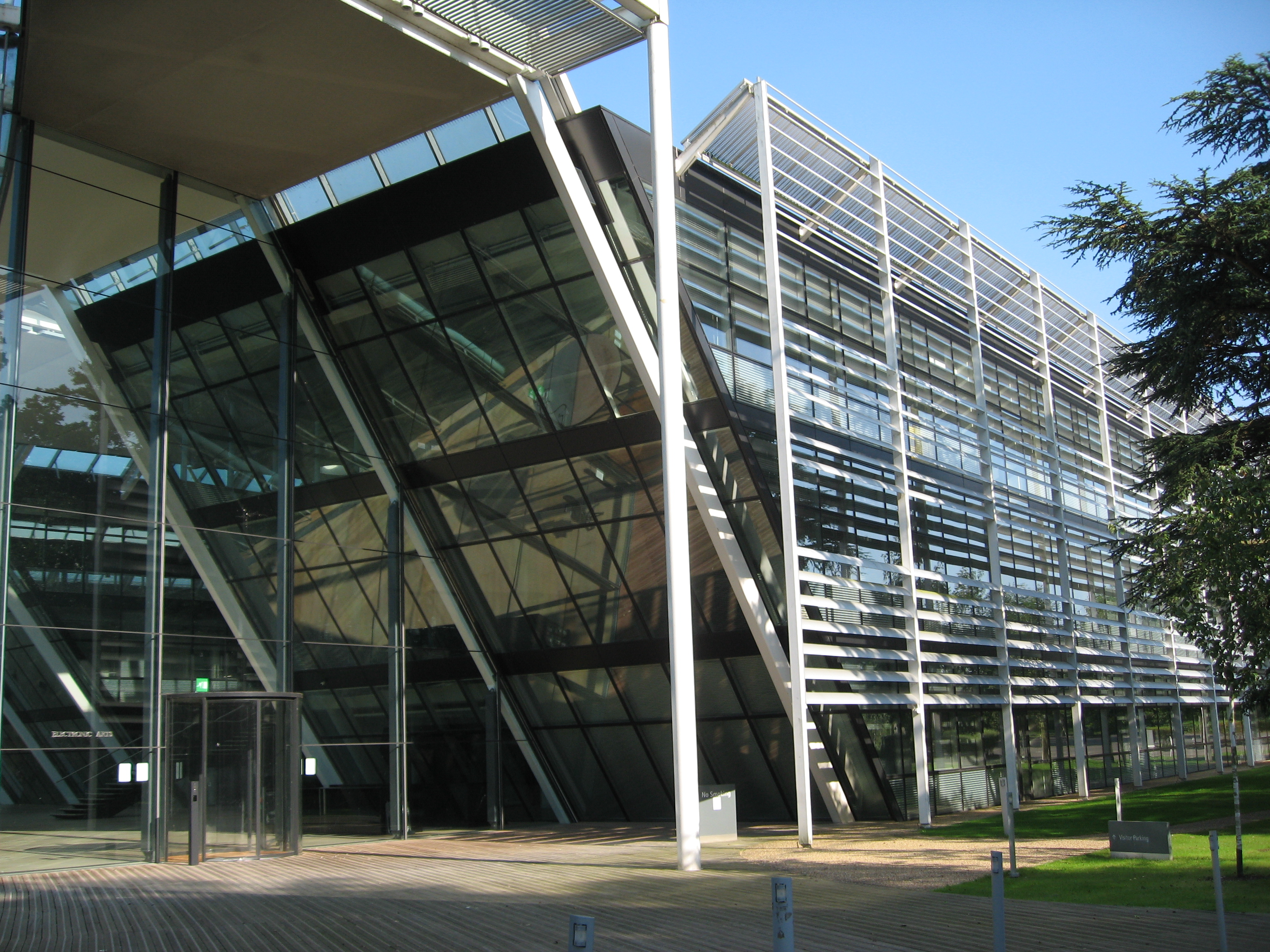
Los cuarteles europeos de Electronic Arts en Chertsey, Surrey fueron utilizados como el Instituto The Klein & Utterson.

La serie fue filmada en dos partes de tres episodios cada una. Douglas Mackinnon dirigió los primeros tres y Matt Lipsey los últimos. Nesbitt pasaba una hora por día preparándose para interpretar a Hyde; una peluca lograba mostrar entradas en su cabello y se le añadían prótesis a su mentón, nariz y lóbulos de las orejas. También utilizó lentes de contacto negros para lograr que el personaje se viera "desalmado". Después de muchas discusiones, los productores decidieron que la llegada inminente de Hyde se indicaría mediante el destello de un ojo negro. La imagen del ojo se desarrolló durante la filmación, pero no aparece en el libreto. La transformación en sí misma jamás se mostró directamente durante los seis episodios. 
La filmación empezó en septiembre de 2006 con la secuencia en el zoológico del segundo episodio. Aunque si bien escribió la secuencia en una etapa avanzada de la producción, Moffat quería comparar el instinto natural de Hyde para matar con el de un león. La escena fue filmada en el Zoológico Heythrop, un zoológico privado en Chipping Norton dirigido por Jim Clubb, cuya firma, Amazing Animals, se especializa en entrenar animales para el cine y la televisión. El edificio en Chertsey, Surrey diseñado por el arquitecto Norman Foster, el cual se utilizaba como el cuartel europeo de Electronic Arts, fue utilizado como el Instituto Klein & Utterson. Para algunas de las escenas de la serie, en especial las de los recuerdos, se utilizaron fincas cercanas a Henley-on-Thames y de Bognor Regis. Una escuela para varones abandonada en Gloucestershire, y la Hammer House en Wardour Street, Soho se utilizaron en el sexto episodio. La filmación terminó el 20 de diciembre de 2006.
El programa era ajustado para una producción compleja. El equipo de producción tenía doce días para filmar cada episodio, lo cual fue, según el director Douglas Mackinnon, el desafío más grande del proyecto. Para la mayor parte de los episodios, se limitaron a filmar la cantidad de material necesaria; sin embargo, se añadieron veinte minutos extra para el sexto. El director Matt Lipsey dijo que el equipo trabajó duramente para cortar el material extra y mantener al mismo tiempo la integridad del episodio. Lipsey le dio crédito a Moffat por no haber sido "meticuloso" con su material durante el proceso de edición, pero señaló que con su buena predisposición para cortar el material superficial lograba que lo tomaran seriamente en cuenta cuando sostenía que algo debía mantenerse.
Debbie Wiseman compuso la música. La orquesta incluyó aproximadamente diecisiete o dieciocho piezas. Algunas entradas fueron interpretadas vocalmente por Hayley Westenra para insinuar la importancia de la voz femenina.

## Episodios
| # | Título          | Dirigido por      | Escrito por   | Espectadores / Porcentaje de audiencia (millones) / (%) | Fecha de estreno    | Código de producción |
| --- | --------------- | ----------------- | ------------- | ------------------------------------------------------- | ------------------- | -------------------- |
| 1 | «Episode One»   | Douglas Mackinnon | Steven Moffat | 5.1 / 24                                                | 16 de junio de 2007 | ICDA641D             |
| Tom Jackman sufre transformaciones extrañas a una versión de sí mismo animalizada y más fuerte. Para manejar la situación contrata a una asistente, Katherine Reimer, quien debe observar lo que necesitan él y su alter ego. Más tarde descubre que su esposa Claire había contratado a una detective, Miranda Calender, para que averiguase por qué la había abandonado. Calender consigue revelarle a Jackman que al parecer es el último descendiente vivo de Henry Jekyll, y que son idénticos físicamente, pese al hecho de que Jekyll jamás tuvo hijos. No logra averiguar quién más está observándolo. Mientras tanto, Hyde continúa volviéndose más fuerte y se muestra el tercer bando, a través de Benjamin. |                 |                   |               |                                                         |                     |                      |
| 2 | «Episode Two»   | Douglas Mackinnon | Steven Moffat | 3.9 / 21                                                | 23 de junio de 2007 | ICDA642X             |
| Tom decide averiguar quién es, conoce a su madre (quien lo había abandonado de niño) y descubre que una organización se encuentra en la búsqueda de Hyde para un objetivo que no logra comprender. |                 |                   |               |                                                         |                     |                      |
| 3 | «Episode Three» | Douglas Mackinnon | Steven Moffat | 3.8 / 17                                                | 30 de junio de 2007 | ICDA643R             |
| Tom regresa a su hogar, y descubre que la organización que lo persigue es 'Klein & Utterson', la compañía para la que trabaja. Hyde asesina a Benjamin — uno de los líderes de la organización — y los ejecutivos de Klein & Utterson se lo llevan y lo colocan en una caja cerrada, pese al hecho de que están al tanto de su claustrofobia. |                 |                   |               |                                                         |                     |                      |
| 4 | «Episode Four»  | Matt Lipsey       | Steven Moffat | 2.8 / 14                                                | 14 de julio de 2007 | ICDA644K             |
| Cuando la detective privada enfrenta a Klein & Utterson con la teoría de que Tom es el clon de Jekyll, un viejo amigo de Jackman, Peter, revela que no saben qué viene a ser Tom. Por otra parte, los recuerdos de Hyde muestran cómo se habían conocido Tom y Claire y los primeros "despertares" del alter ego. |                 |                   |               |                                                         |                     |                      |
| 5 | «Episode Five»  | Matt Lipsey       | Steven Moffat | 3.5 / 18                                                | 21 de julio de 2007 | ICDA645E             |
| Se cree que Tom está muerto y que Hyde tomó el cuerpo por completo, ya que Tom parece haber sucumbido al terror causado por la claustrofobia. Al navegar en los recuerdos de Tom, Hyde encuentra la memoria genética de Henry Jekyll, y descubre que este jamás había utilizado una poción (algo que todos daban por hecho, y que, evidentemente, planeaban reproducir los ejecutivos de Klein & Utterson). También descubre que el ama de llaves de Jekyll luce exactamente igual que Claire poco antes de que Klein & Utterson la abduce a ella y a sus hijos. |                 |                   |               |                                                         |                     |                      |
| 6 | «Episode Six»   | Matt Lipsey       | Steven Moffat | 3.2 / 17                                                | 28 de julio de 2007 | ICDA646Y             |
| Una vez que Tom y Hyde combinan totalmente sus personalidades (Tom necesita la fortaleza física de Hyde, mientras que Hyde requiere la madurez emocional de Tom), se revela que Claire es un clon del ama de llaves de Jekyll y que había sido creada para estimular la transformación en Tom, ya que el amor por el ama de llaves había estimulado la transformación en Jekyll. Tom, por su parte, es un descendiente de los hijos ilegítimos de Hyde. Hyde muere protegiendo a los hijos de Tom, negándose a "compartir el daño" con su otro yo después de recibir un disparo. Los hijos de Jackman parecen haber heredado parte de los genes familiares de Jekyll/Hyde. Finalmente, se revela que la mujer estadounidense de Klein & Utterson es la versión 'Hyde' de la madre de Tom Jackman, de la cual había heredado los genes de Hyde. |                 |                   |               |                                                         |                     |                      |

## Emisión y recepción
Jekyll fue emitido por la BBC One los sábados por la noche desde las 9 p. m. Entre el tercer y el cuarto episodio hubo un receso de dos semanas por los conciertos a beneficio del Live Earth, emitidos en su franja horaria el 7 de julio. La serie comenzó a emitirse en BBC America el 4 de agosto, como parte de la programación titulada "Sábado Sobrenatural".  En Australia Jekyll se emitió en la ABC1, los domingos a las 8.30 p. m. desde el 2 de marzo de 2008 con un episodio doble cada semana. En Canadá, la cadena Showcase lo emitió desde finales de agosto de 2007 y BBC Canada lo transmitió los miércoles a las 10:00 PM desde el 26 de marzo de 2008. En Hong Kong, fue emitido los días miércoles a las 11:55 PM desde el 11 de febrero de 2009 en TVB Pearl. En la versión para el Reino Unido, se editaron varias partes para remover el lenguaje inadecuado para la audiencia del sábado a la noche de BBC One.
James Jackson de The Times calificó al primer episodio con cuatro de cinco estrellas, y describió la actuación de Nesbitt como Hyde como "exagerada pero entretenida, como una docena de villanos de Doctor Who, con un sentido palpable de amenaza". El argumento de la conspiración como centro de la historia fue elogiado por distinguir a la serie de otras adaptaciones. Stephen Pile de The Daily Telegraph criticó el libreto por "oscilar entre el terror oscuro y el humor sencillo" y por ser "ostentoso". También criticó las "payasadas que desafían la gravedad" de Hyde y consideró que Michelle Ryan parecía más bien una modelo. En el mismo periódico, James Walton describió al primer episodio como una combinación de "un buen argumento con muchos toques agradables para reflexionar". David Cornelius de DVDTalk elogió ampliamente a la serie, resumiendo su crítica con la frase "seis episodios, trescientos minutos, y ninguno de ellos desperdiciado. Jekyll es el mejor evento televisivo del año".
La Australian Broadcasting Corporation, en su reseña sobre la serie para su resumen de 2008, comentó "Este clásico cuento de terror ha tenido una vuelta de tuerca moderna que te tendrá al borde del asiento pidiendo más. James Nesbitt se destaca como el nuevo Dr. Jekyll y Mr. Hyde". Nesbitt fue nominado a los Premios Globo de Oro en la categoría de mejor actor de miniserie para televisión por sus papeles. Paterson Joseph recibió una mención en las nominaciones para los premios Screen Nation de 2008.

## Lanzamiento en DVD
El BBFC calificó a todos los episodios como un 15 certificate el 11 de junio de 2007. La primera temporada fue lanzada a la venta en la Región 2 el 30 de julio de 2007 por Contender Home Entertainment. Incluye los episodios completos, sin ediciones, con el lenguaje original de las emisiones de la BBC. Según los críticos de DVD Verdict, "en la versión completa el lenguaje es más picante, la violencia más sangrienta y el sexo más explícito". El disco contiene comentarios de audio en dos episodios: la productora Elaine Cameron, el guionista Steven Moffat y el director de la primera mitad Douglas Mackinnon comentan el primer episodio, mientras que el productor ejecutivo Beryl Vertue, el director de la segunda mitad Matt Lipsey y la actriz Gina Bellman comentan el sexto. La caja recopilatoria contiene también dos documentales: "Anatomy of a Scene" se centra en la producción de la escena del zoológico del segundo episodio, mientras que "The Tale Retold" muestra la evolución de la serie. El 18 de septiembre de 2007 el DVD se lanzó a la venta por primera vez en los Estados Unidos, mientras que el lanzamiento en Canadá se demoró hasta el 9 de octubre, para que coincidiera con la finalización de la emisión de la serie en la cadena Showcase, la cual comenzó a finales de agosto de 2007.